# Pu'an, Chongqing
Pu'an (kinesiska: 普安) är en socken i sydvästra Kina. Den ligger i Yunyang härad i storstadsområdet Chongqing, omkring 270 kilometer nordost om det centrala stadsdistriktet Yuzhong. Antalet invånare är 7 440. Befolkningen består av 3 781 kvinnor och 3 659 män. Barn under 15 år utgör 24,0 %, vuxna 15-64 år 58 %, och äldre över 65 år 16,0 %.